# Eleição municipal de Cametá em 2012
A eleição municipal da cidade brasileira de Cametá em 2012 ocorreu em 7 de outubro para eleger um prefeito, um vice-prefeito e 15 vereadores para a administração da cidade paraense. O prefeito titular, Waldoli Valente, do PSD, não pôde concorrer à reeleição, posto que já havia exercido dois mandatos consecutivos.
Como a cidade não possui mais de 200 mil eleitores, não existe a possibilidade de realização de um segundo turno. Caso o município tivesse este número de votantes, ainda assim a eleição já seria decidida na data mencionada inicialmente, já que o eleitorado cametaense elegeu o então vereador Irácio Nunes (PT) para o comando do executivo municipal, marcando o retorno do partido ao poder depois de oito anos.

## Regras
É no período de convenções que os partidos decidem quais filiados podem pedir registro de candidatura e se as siglas disputarão o pleito coligadas ou não com outras legendas. Ainda de acordo com o caput do artigo 8º da Lei nº 9.504/97, a ata com o registro dos candidatos e coligações escolhidos por cada partido deve ser lavrada em livro aberto e rubricado pela Justiça Eleitoral. Os partidos que quisessem disputar o pleito de 2012 deveriam estar registrados no TSE até 7 de outubro de 2011, enquanto os cidadãos que desejassem ser candidatos deveriam estar filiados a um partido até a mesma data.
As convenções para a escolha dos candidatos ocorreram entre 10 e 30 de junho, enquanto o registro das candidaturas e alianças junto aos Tribunais Regionais Eleitorais (TREs) ocorreu até 5 de julho. A partir do registro, a propaganda eleitoral foi autorizada. A propaganda eleitoral gratuita – duas faixas diárias na televisão aberta e no rádio reservadas à propaganda política, pagas pelo fundo da Justiça Eleitoral – irá ser exibida de 21 de agosto até 4 de outubro. Segundo a lei eleitoral em vigor, o sistema de dois turnos – caso o candidato mais votado receber menos de 50% +1 dos votos – está disponível apenas em cidades com mais de 200 mil eleitores, o que não é o caso de Cametá, que em 2012 contava com 78.134 eleitores registrados.

## Candidaturas oficializadas
| Nº | Prefeito(a)  | Prefeito(a)     | Prefeito(a) | Prefeito(a)                           | Vice-Prefeito(a) | Vice-Prefeito(a) | Vice-Prefeito(a)  | Vice-Prefeito(a) | Vice-Prefeito(a)                  | Coligação Partido(s)                                                 |
| Nº | Candidato(a) | Candidato(a)    | Partido     | Cargos relevantes                     | Candidato(a)     | Candidato(a)     | Candidato(a)      | Partido          | Cargos relevantes                 | Coligação Partido(s)                                                 |
| -- | ------------ | --------------- | ----------- | ------------------------------------- | ---------------- | ---------------- | ----------------- | ---------------- | --------------------------------- | -------------------------------------------------------------------- |
| 13 |              | Irácio Nunes    | PT          | - Vereador de Cametá (2009–2012)      |                  |                  | Osvaldo Barros    | PRTB             | - Professor de Ensino Superior    | Juntos podemos mais - Partido Trabalhista do Brasil (PTdoB)          |
| 15 |              | Benedito Pompeu | PMDB        | - Vice-Prefeito de Cametá (2009–2012) |                  |                  | Joaquim Castro    | PSDB             | - Vereador de Cametá (1997–2000)  | A força da união por Cametá - Partido Republicano Progressista (PRP) |
| 23 |              | Tibério Barros  | PPS         |                                       |                  |                  | Alcemir Raniere   | PPS              | - Professor de Ensino Fundamental | Sem Coligação                                                        |
| 50 |              | Raimundo Coelho | PSOL        | - Professor de Ensino Médio           |                  |                  | Martinho Bandeira | PSOL             |                                   | Sem Coligação                                                        |

## Resultados

### Prefeito
| Candidato(a)           | Vice                     | 1º turno 7 de outubro de 2012 | 1º turno 7 de outubro de 2012 |
| Candidato(a)           | Vice                     | Total                         | Percentagem                   |
| ---------------------- | ------------------------ | ----------------------------- | ----------------------------- |
| Irácio Nunes (PT)      | Osvaldo Barros (PRTB)    | 37.748                        | 58,72%                        |
| Benedito Pompeu (PMDB) | Joaquim Castro (PSDB)    | 26.182                        | 40,73%                        |
| Raimundo Coelho (PSOL) | Martinho Bandeira (PSOL) | 179                           | 0,28%                         |
| Tibério Barros (PPS)   | Alcemir Raniere (PPS)    | 177                           | 0,28%                         |
| Total de votos válidos | Total de votos válidos   | 64.286                        | 96,12%                        |
| → Votos em branco      | → Votos em branco        | 498                           | 0,77%                         |
| → Votos nulos          | → Votos nulos            | 2.099                         | 3,27%                         |
| Total                  | Total                    | 66.883                        | 85,60%                        |
| Abstenções             | Abstenções               | 11.251                        | 14,40%                        |
| Total de inscritos     | Total de inscritos       | 78.134                        | 100%                          |

| Partido | Partido | Candidato       | Votos  | Votos (%) |
| ------- | ------- | --------------- | ------ | --------- |
|         | PT      | Irácio Nunes    | 37 748 | 58,72%    |
|         | PMDB    | Benedito Pompeu | 26 182 | 40,73%    |
|         | PSOL    | Raimundo Coelho | 179    | 0,28%     |
|         | PPS     | Tibério Barros  | 177    | 0,28%     |
| Totais  | Totais  | Totais          | 64 286 |           |

### Vereadores
| Candidato(a)               | Nº    | Coligação                                     | Votação     | Votação |
| Candidato(a)               | Nº    | Coligação                                     | Porcentagem | Total   |
| -------------------------- | ----- | --------------------------------------------- | ----------- | ------- |
| Manoel Alvim (PSD)         | 55612 | "O Trabalho Continua" PSDB e PSD              | 5,36%       | 3.511   |
| Fernando Camarinha (PSDB)  | 45699 | "O Trabalho Continua" PSDB e PSD              | 4,77%       | 3.121   |
| Cleidinho Teles (PT)       | 13611 | "Mais por Cametá" PT e PCdoB                  | 4,33%       | 2.836   |
| Roberto da Colônia (PT)    | 13603 | "Mais por Cametá" PT e PCdoB                  | 3,32%       | 2.173   |
| Júnior Marçal (PSD)        | 55123 | "O Trabalho Continua" PSDB e PSD              | 3,25%       | 2.129   |
| Nelson Parijós Neto (PMDB) | 15611 | "A força da união por Cametá" PMDB, PSC e PRP | 2,88%       | 1.883   |
| Prof. Dael Cardoso (PT)    | 13123 | "Mais por Cametá" PT e PCdoB                  | 2,81%       | 1.840   |
| José Luís Gonçalves (PSDB) | 45622 | "O Trabalho Continua" PSDB e PSD              | 2,48%       | 1.621   |
| Ivan Tavares (PCdoB)       | 65222 | "Mais por Cametá" PT e PCdoB                  | 2,39%       | 1.562   |
| Manoel Assis (PT)          | 13789 | "Mais por Cametá" PT e PCdoB                  | 2,34%       | 1.532   |
| Emerson Oca Viana (PT)     | 13555 | "Mais por Cametá" PT e PCdoB                  | 2,31%       | 1.514   |
| Emanuel Lobo (PP)          | 11655 | "Unidos por Cametá" DEM e PP                  | 2,27%       | 1.484   |
| Max Emiliano Carvalho (PP) | 11234 | "Unidos por Cametá" DEM e PP                  | 1,74%       | 1.138   |
| André Gonçalves (PMDB)     | 15123 | "A força da união por Cametá" PMDB, PSC e PRP | 1,65%       | 1.079   |
| Orivaldo Castro (PMDB)     | 15567 | "A força da união por Cametá" PMDB, PSC e PRP | 1,61%       | 1.052   |